# Olga (ballet)
Pour les articles homonymes, voir Olga.

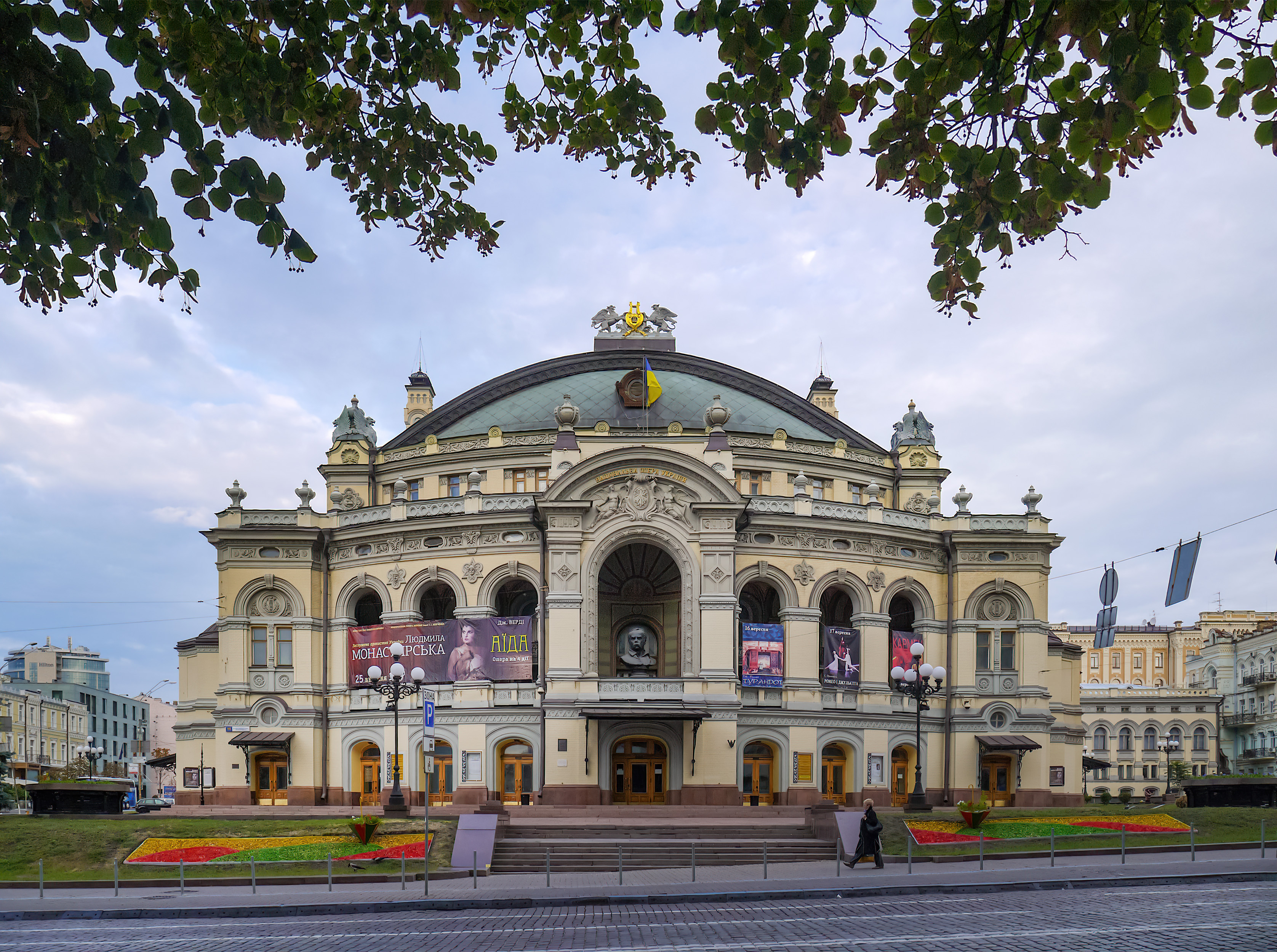
L'Opéra national d'Ukraine, où est représentée la première en 1982.

Olga est un ballet en deux actes du compositeur ukrainien Evgueni Stankovitch, basé sur un livret écrit par Youri Illienko. Le ballet représente la vie d'Olga de Kiev ; il est composé en 1981 pour commémorer le 1500e anniversaire de la ville de Kiev.

## Histoire des représentations

### Première
La première représentation du ballet Olga a lieu au Théâtre académique national d'opéra et de ballet Taras Shevchenko (Opéra national d'Ukraine) le 19 mars 1982, à l'occasion de la commémoration du 1500e anniversaire de la fondation de Kiev. Le ballet est dirigé par le chef d'orchestre Stefan Turchak ; le chorégraphe est Anatoliy Shekera et l'artiste responsable des décors est Fedir Nirod. L'intrigue du ballet repose sur la figure historique de la princesse et régente Olga de Kiev, sa vie personnelle, son baptême et sa régence.

### Reprises successives
En 2010, le ballet est présenté au Théâtre académique d'opéra et de ballet de Dnipropetrovsk. Cette production est assurée par le chorégraphe Oleg Nikolaev, le chef d'orchestre Yuriy Porokhovnyk, la créatrice Daria Bila et le chef de chœur Valentin Puchkov-Sorochinsky. Après avoir demandé l'autorisation du compositeur Stankovych, le chef d'orchestre Porokhovnyk ajoute des extraits du ballet Vikings à la partition. Sous la chorégraphie de Nikolaev, le ballet se compose de huit épisodes, créant une composition détaillée de symphonie et de polyphonie de danse.
Le 12 septembre 2020, le ballet est joué à Dnipro pour commémorer le 1075e anniversaire d'Anne de Kiev, l'arrière-petite-fille d'Olga de Kiev.

## Résumé
Le premier acte comporte trois tableaux dynamiques : l'enfance, la jeunesse et la maturité d'Olga. Celle-ci est d'abord représentée comme une enfant qui manque d'être emprisonnée ; puis comme une jeune fille, qui rencontre son futur mari ; et enfin comme une jeune femme, apparaissant dans le rôle d'épouse. C'est son mariage qui forme le personnage de la future princesse.
Le deuxième acte représente la régence d'Olga, dont le moment le plus important est son voyage à Constantinople, au cours duquel elle se convertit pour adopter le christianisme orthodoxe. La scène culminante est l'apothéose finale, où Olga, représentée en Madone sur une icône en forme de croix, tient dans ses bras son petit-fils Vladimir.

## Accueil
La représentation de 1981 s'avère être un « succès fulgurant ». Après la représentation de 2010, le ballet Olga est reconnu comme étant un « ballet moderne exceptionnel ».